# 최주억
최주억(1944년 2월 10일 ~ , 강원특별자치도 철원군)은 전 KBO 리그 코치이자, 1994년 9월 14일부터 1994년 9월 27일까지 OB 베어스의 감독대행을 맡았다. 한국 프로 야구가 시작되기 전인 실업 야구 시절에 야구 선수로 뛰었으며, 한국 프로 야구가 시작된 이후부터는 롯데 자이언츠, 태평양 돌핀스, OB 베어스 등에서 코치를 맡았고  OB 감독 대행 이후에는 LG 트윈스에서 스카우트로 일했으며, 현재 한국리틀야구연맹 전무이사를 맡고 있는데 1997년 시즌 후 롯데 2군감독 물망에 한때 거론되기도  했다.
한편, 1983년 시즌 후 강병철 감독이 부임하면서 OB 코치로 자리를 옮겼다가 1988년 시즌 뒤 김성근 감독이 태평양 감독으로 부임하자 태평양으로 이적했고 1991년 시즌 후 '김성근 라인' 지우기의 일환에 따른 물갈이 때문에 OB 코치로 돌아왔으며 이 과정에서 본인(최주억) 뿐 아니라 박상열 이종도 코치가 OB-LG 코치로 각각 이적했고 신용균 김대진 이근식 코치가 팀을 떠나야 했는데 이들 중 신용균 코치는 1997년 시즌 후 최주억과 함께  롯데 2군감독 물망에  한때 거론됐다.

## 참조
- 원년 롯데 멤버들의 과거와 현재 1.코칭스태프, 투수